# Cuenca minera de Riotinto-Nerva
La cuenca minera de Riotinto-Nerva es un área minera española ubicada al noreste de la provincia de Huelva (Andalucía), que tiene sus núcleos principales en los municipios de El Campillo, Minas de Riotinto y Nerva, en la comarca de la Cuenca Minera. Forma a su vez parte de la denominada Faja pirítica ibérica.
Históricamente, esta zona ha sido explotada con fines mineros, articulándose en época contemporánea un importante complejo de carácter industrial. Aunque hay constancia de actividades de este tipo en la zona ya durante la protohistoria, no será hasta la época romana cuando se realice una explotación organizada de sus yacimientos. Reiniciada la actividad de las minas en la Edad Moderna, la cuenca de Riotinto vivió su cénit entre finales del siglo XIX y mediados del siglo XX bajo gestión de la británica Rio Tinto Company Limited. Durante esos años se produjo un importante auge industrial y demográfico. En la actualidad se mantiene la actividad de extracción mineral en la cuenca, principalmente en el Cerro Colorado, aunque sin llegar a los niveles de producción que tuvo en el pasado.
La cuenca atesora un amplio patrimonio de carácter histórico e industrial como resultado de las actividades que se han desarrollado durante la Edad Contemporánea, especialmente el ligado a la etapa británica. Debido a ello, en las últimas décadas se han puesto en marcha diversas iniciativas de cara a su preservación y empleo con fines turísticos. En 2005 la zona minera de Riotinto-Nerva fue declarada como Bien de Interés Cultural con la categoría de sitio histórico.

## Características
La cuenca minera de Riotinto-Nerva se ubica en la zona noreste de la provincia de Huelva, dentro de la comarca histórica del Andévalo oriental, a 418 metros sobre el nivel del mar. La cuenca tiene una extensión aproximada de 170 kilómetros cuadrados. Al igual que otros yacimientos del suroeste español, la zona de Riotinto-Nerva forma parte de la denominada Faja pirítica ibérica. Debido a ello, posee importantes reservas de pirita y calcopirita, minerales con múltiples aplicaciones en el campo de la industria. La zona minera se encuentra enmarcada dentro del contexto paisajístico de baja montaña que predomina en el Andévalo, caracterizándose la cuenca por tener un relieve en el que predomina una relativa suavidad del terreno —entre 700 y 500 metros—. En el plano de la geografía física destacan las colinas, los cerros y las superficies de erosión. Cabe destacar que la fisonomía de esta zona se ha visto alterada considerablemente a lo largo de la historia como resultado de la actividad minera.
El complejo de Riotinto estaba formado por varias masas polimetálicas que se extendían sobre una superficie de 4 kilómetros cuadrados y que albergaban un total de 500 Mt (megatoneladas) de mineral. Las principales formaciones identificadas son Filón Norte, Filón Sur, Masa Planes, Masa San Dionisio y Masa San Antonio. Esta última se extiende sobre el término municipal de Nerva y, en comparación con otras, constituye la formación mineral de más reciente localización (segunda mitad del siglo XX). En la población de Nerva también destacaba la presencia de la masa de Peña del Hierro.

## Historia

### De la Antigüedad a la Edad Media
Las minas de Riotinto han sido descritas como «uno de los distritos mineros más importantes» de la Antigüedad. Hay constancia de la existencia de actividades mineras en la zona correspondiente a la actual cuenca ya durante la Edad del Cobre y la Edad del Bronce, aunque estas no alcanzarían una mayor relevancia hasta varios siglos después. Los estudios isotópicos en Riotinto han revelado que al menos desde el año 366 a. C. ya había una actividad considerable, mientras que en el área de Filón Norte se han localizado los restos más antiguos de labores extractivas y asentamientos humanos. Los minerales habrían tenido dos posibles rutas de salida: una primera vía, que llegaba hasta el río Guadalquivir a través de un complicado camino de montaña; y una segunda, a través del río Tinto.

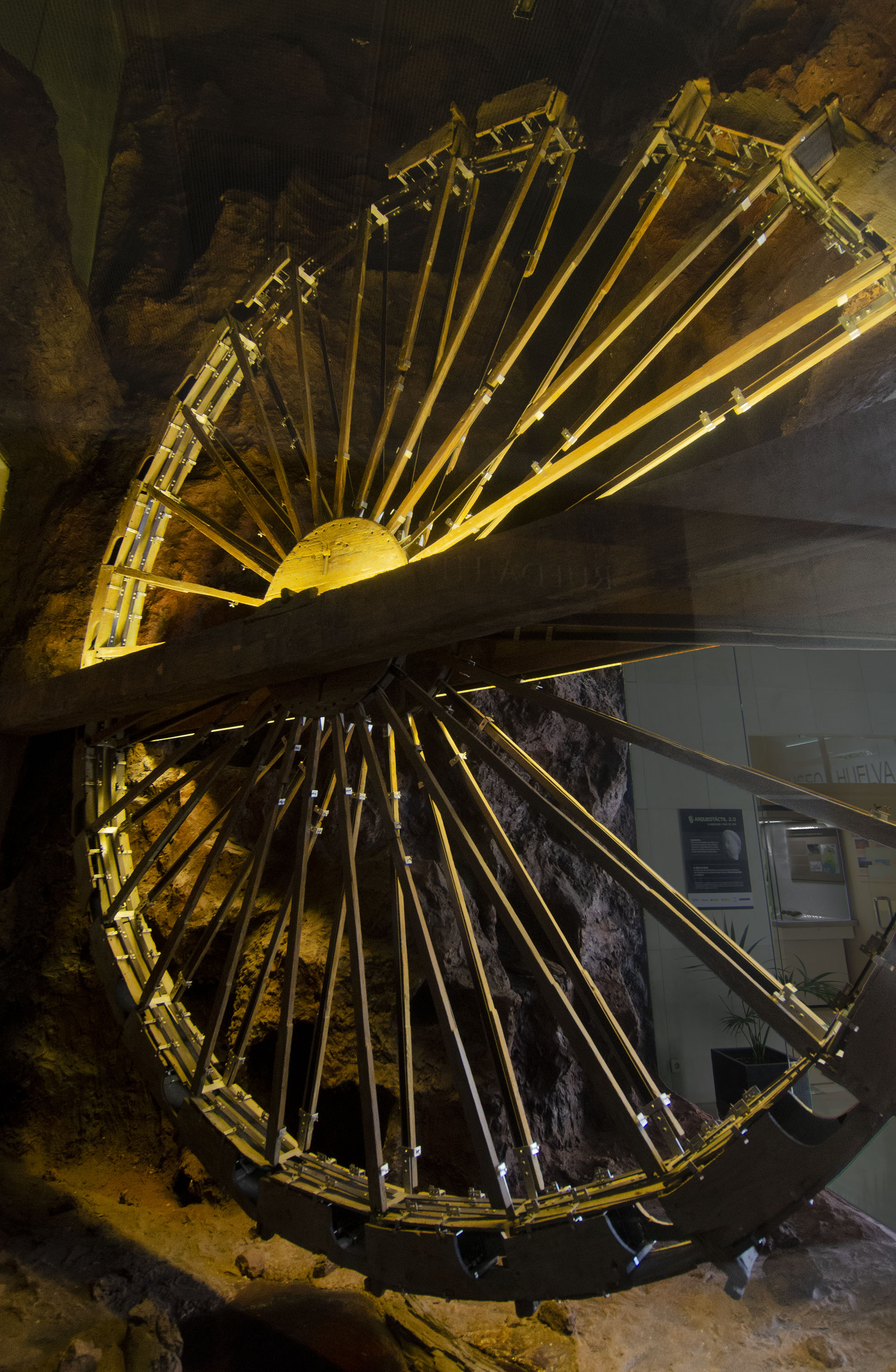
Noria hidráulica usada por los romanos en Riotinto.

Aunque la información es limitada, también existen evidencias materiales de que en época romana estuvieron en explotación varios yacimientos del área de Riotinto, así como de una presencia humana relevante. Fue entre los siglos II a. C. y II d. C. cuando la actividad minera en la zona alcanzó su máximo esplendor, en especial a partir del reinado de Augusto. Los romanos realizaban las labores de extracción mediante una red de galerías subterráneas y complejos sistemas de norias hidráulicas para mover el agua en el interior. Las condiciones de trabajo en las galerías revestían una gran severidad para los mineros (esclavos en su mayoría) debido al polvo, la humedad, la escasa iluminación o las altas temperaturas. Distintos estudios contemporáneos han señalado que la plata fue el metal de mayor producción durante el período altoimperial, encontrándose Riotinto entre las mejores minas argentíferas de la Antigüedad. Desde la época de Augusto la extracción de cobre también alcanzó una gran relevancia.
Para el desarrollo de las actividades minero-metalúrgicas los romanos levantaron numerosas edificaciones por la zona, como hornos y fundiciones, así como calzadas para facilitar el tránsito de mercancías. La actual Corta del Lago albergaba el principal poblado romano de la zona, que las fuentes clásicas identifican como «Urion» o «Urium». Así mismo, existen varias necrópolis (Huerta de la Cana, La Dehesa) relacionadas con el período altoimperial. Las explotaciones de Riotinto se mantuvieron en activo hasta el último cuarto del siglo II, época en que los yacimientos de la faja pirítica ibérica decayeron en favor de las entonces pujantes minas de Dacia o Britannia.
Las labores metalúrgicas practicadas en época romana dejaron una elevada cantidad de escoriales y alteraron de forma considerable la fisonomía del territorio. Siglos después buena parte de estos escoriales se reaprovecharían con diversos fines, siendo empleados por ejemplo como material fundente en los procesos metalúrgicos. Muchos de los restos arqueológicos de etapa romana serían recuperados y preservados desde el siglo XIX a partir de los trabajos realizados por los ingenieros británicos. No obstante, los primeros hallazgos de este tipo fueron realizados ya por españoles a mediados del siglo XVIII. Durante el período medieval la producción minera en la zona de Riotinto no fue significativa. En época islámica las principales labores realizadas se centraron en el aprovechamiento de los sulfatos de cobre y hierro.

### Reactivación en la Edad Moderna
Durante el siglo XVI, bajo el reinado de Felipe II, se valoró la posibilidad de reactivar la explotación de las minas de Riotinto. En aquel momento los yacimientos eran propiedad de la Corona española. Sin embargo, este proyecto acabó abandonado en favor de las minas de Guadalcanal (Sevilla), que ofrecían mejores perspectivas. En ese momento las minas americanas concitaban un mayor interés por parte de las autoridades, en contraste con lo que ocurría con las de Huelva, a las cuales se consideraba agotadas tras su intensa explotación en época romana. A comienzos del siglo XVIII renació el interés minero por esta zona. En 1725 el sueco Liebert Wolters Vonsiohielm obtuvo de la Corona que le fuera otorgada la explotación de los yacimientos de Riotinto en régimen de alquiler durante un período de treinta años. Wolters procedió inicialmente a desaguar las antiguas galerías romanas. Tras su fallecimiento en 1727, la gestión de las minas pasó a manos de su sobrino, Samuel Tiquet, y de un socio español. Los trabajos de extracción se centraron en el denominado Filón Sur. Con posterioridad a la muerte de Tiquet se hizo cargo de la gestión el socio español, Francisco Thomas Sanz, bajo cuya dirección las minas alcanzarían altos índices de producción. Por influencia de los trabajos mineros, en esta época también se establecería el pueblo de Río-Tinto junto al Filón Sur.
En el transcurso de la guerra de la Independencia las minas de Riotinto estuvieron abandonadas e inactivas, debido a las vicisitudes que atravesaba el país en aquellos años. En 1823, tras una visita a la zona del ingeniero Fausto Delhuyar, se rehabilitaron las instalaciones y se procedió a reanudar los trabajos. Entre 1829 y 1849 el marqués de Remisa tomó en arrendamiento la explotación de los yacimientos; durante este período se practicaron numerosas irregularidades. A partir de 1849 la Real Hacienda española volvió a gestionar directamente los yacimientos. Bajo el influjo de la revolución industrial que estaba teniendo lugar, se empezó a plantear la problemática que atravesaban las minas de Riotinto por las carencias de infraestructuras y tecnología, las cuales impedían una adecuada explotación. Sin embargo, a mediados del siglo XIX la mala situación financiera que atravesaba el Estado español imposibilitó que este realizara un aprovechamiento óptimo de sus propiedades mineras.

### Etapa británica: los años de auge
A mediados del siglo XIX las minas de Riotinto despertaron el interés del capital internacional, en un contexto en el que el despegue industrial que se vivía en algunos países europeos había potenciado la necesidad de acceso a nuevas fuentes de materias primas. Dado que la Hacienda pública atravesaba una situación de crisis, para entonces ya se había planteado la posibilidad de que el Estado vendiera estos yacimientos. Tras el triunfo de revolución de 1868 y el cambio político que se produjo, en marzo de 1870 el ministro Laureano Figuerola presentó ante las Cortes un proyecto para la venta de las minas de Riotinto. El procedimiento, no obstante, se dilató varios años. En 1873 la casa Rothschild adquirió al gobierno de la Primera República la propiedad de los yacimientos, la cual fue transferida meses después a la recién creada Rio Tinto Company Limited (RTC), de capital británico. El nuevo dueño de la cuenca dio inicio a una explotación mucho más intensa. En un principio los trabajos mineros se concentraron en el denominado yacimiento de «La Mina» (o Filón Sur), aunque para 1881 las labores ya se habían extendido a otros puntos de la zona. Entre los minerales extraídos de Riotinto sobresalían el cobre y las piritas. RTC levantó diversas industrias para el tratamiento minero-metalúrgico, las cuales incluían lavaderos de mineral, fábricas, fundiciones, centrales eléctricas, almacenes, etc. Hacia comienzos del siglo XX, en la zona de Zarandas-Naya se estableció el principal núcleo del procesado de mineral que procedía de los yacimientos de la cuenca.
A medida que avanzaron los trabajos mineros se fueron articulando una serie de explotaciones principales en la cuenca, entre las cuales destacarían Corta Atalaya, Filón Sur, Filón Norte o Corta Peña del Hierro. Algunas de ellas constituían complejos mineros que estaban compuestos a su vez por varios yacimientos. De forma paralela, también se fue conformando un importante complejo de carácter minero-industrial en torno a las poblaciones de Riotinto y Nerva, que durante esos años crecieron en tamaño y número de habitantes. En poco tiempo la comarca pasó a ser una de las cuencas mineras más importantes de España. Además, bajo la dirección británica las minas de Riotinto se convirtieron «en un referente mundial». Con objeto de mejorar la conexión de todo este entramado de minas e instalaciones industriales la RTC construyó un ferrocarril de vía estrecha, inaugurado en 1875 y que en su momento llegó a disponer de una red de cerca de 360 kilómetros entre la vía principal y los distintos ramales. A través de esta línea férrea también se daba salida a los minerales extraídos hasta el puerto de Huelva, desde donde salían al extranjero. El intenso tráfico llevó a la RTC a construir un importante depósito de minerales cerca de Huelva, el denominado «polvorín».
Los británicos mantuvieron el sistema tradicional de galerías, si bien ya desde finales del siglo XIX comenzaron a poner en marcha la explotación a cielo abierto, las llamadas «cortas», que permitía un mayor volumen de extracción de minerales. Ello contribuiría a dar forma al actual carácter paisajístico de la zona, con las grandes perforaciones. Aunque la RTC fue la compañía hegemónica de la cuenca de Riotinto, el control de la mina de Peña del Hierro estuvo en manos de varios propietarios, entre los cuales sobresaldría The Peña Copper Mines Company Limited. Esta empresa llegó a mantener en su época diversos conflictos con RTC.
La expansión de las actividades mineras y metalúrgicas supuso la necesidad de contar con un mayor número de trabajadores, lo que a la larga llevaría a un aumento exponencial de la población de la zona. Con el paso de los años fueron articulándose una serie de poblados obreros de nueva creación: Alto de la Mesa, El Valle, La Atalaya, La Naya, Río Tinto-Estación o La Dehesa. Así mismo, existió una pequeña colonia formada por los directivos e ingenieros británicos, los cuales se establecieron en el barrio de Bellavista. Este se trataba de una urbanización residencial de estilo victoriano donde los ingleses hacían una vida separada respecto a la población española. El crecimiento del municipio de Minas de Riotinto fue tal que su población pasó de 4957 habitantes en 1877 a 11 603 habitantes en 1900. El cercano municipio de Nerva también conoció durante estos años un fuerte incremento de su población al calor del auge minero: para 1910 tenía 16 807 habitantes.
Las condiciones de trabajo en la cuenca minera eran «extraordinariamente duras» y en numerosas ocasiones motivaron conflictos laborales que enfrentaron a los trabajadores con la dirección británica de RTC. Entre finales del siglo XIX y comienzos del siglo XX se produjeron varias huelgas generales, siendo las más importantes las de 1888, 1913 y 1920. Cabe señalar que las protestas de 1888 terminaron reprimidas con violencia por las fuerzas de orden público, en lo que ha sido conocido como «el año de los tiros». Mayor relevancia tuvo la huelga de 1920, que duró nueve meses y contó con la participación de unos 11 000 obreros, aunque finalmente fracasaría en sus objetivos. Las represalias que impuso la RTC tras esta huelga llevaron al desmantelamiento del movimiento sindicalista en la zona durante muchos años, y no sería hasta los tiempos de la Segunda República cuando este se reorganizó. Durante la década de 1930 aumentó la conflictividad laboral debido a los efectos de la crisis de 1929. Tras el estallido de la guerra civil, en julio de 1936, la cuenca minera quedó situada en la zona republicana —bajo control de los comités obreros—. Sin embargo, esta experiencia no duró mucho tiempo, pues unas semanas después las fuerzas sublevadas al mando del comandante Luis Redondo conquistaron la comarca sin apenas encontrar resistencia.

### «Nacionalización» de las minas
Tras un proceso complejo en el que intervino el régimen franquista, en 1954 las minas de Riotinto fueron «nacionalizadas» y su propiedad pasó a manos de varios capitalistas españoles, que constituyeron la Compañía Española de Minas de Río Tinto (CEMRT). Aunque ya en declive respecto a la etapa británica, las explotaciones mineras continuaron en pleno funcionamiento bajo la nueva propietaria. La CEMRT había adquirido cuatro yacimientos principales, de los cuales tres (Filón Sur, Filón Norte y Planes) estaban casi agotados y solo uno (San Dionisio) estaba plenamente activo. Por otro lado, las instalaciones mineras e industriales se encontraban anticuadas, con un modelo de negocio centrado en la salida al extranjero de los minerales; todo ello impulsaría la adopción de una nueva línea de actuación. Durante los siguientes años se procedió a un reajuste de plantilla, así como una modernización de las instalaciones y una mayor mecanización de las labores de extracción.
Entre 1960 y 1962 los trabajos de exploración de la CEMRT en la cuenca llevaron al descubrimiento de la Masa San Antonio, en Nerva, que se explotaría mediante el Pozo Rotilio. También se acometió la exploración y extracción de mineral de cobre del Cerro Colorado por parte del consorcio Río Tinto Patiño, constituido para tal fin en 1966. El resto de los yacimientos se mantuvieron bajo la gestión de la CEMRT, cuyos planes de expansión acabaron dando lugar en 1970 al nacimiento del grupo Unión Explosivos Río Tinto (ERT). A partir de esa fecha se procedió a ampliar los trabajos de la histórica Corta Atalaya con el objetivo de extraer las importantes reservas de piritas que todavía atesoraba. En estos años la producción de piritas empezó a ir destinada a consumo nacional, al tiempo que se reducía de forma notable la cantidad dedicada a exportaciones. Una parte importante de dichas piritas tenía como destino las factorías que se levantaron en el Polo Químico de Huelva, creado en 1964 para promocionar el desarrollo económico de la zona. En ese contexto, varias plantas industriales de la zona de Riotinto empezaron a ser desmontadas y trasladadas al Polo Químico. La actividad de la cuenca minera comenzó a decaer desde finales de la década de 1970 debido a la bajada de los precios internacionales del cobre y la crisis en que entró la minería onubense.

### Período reciente

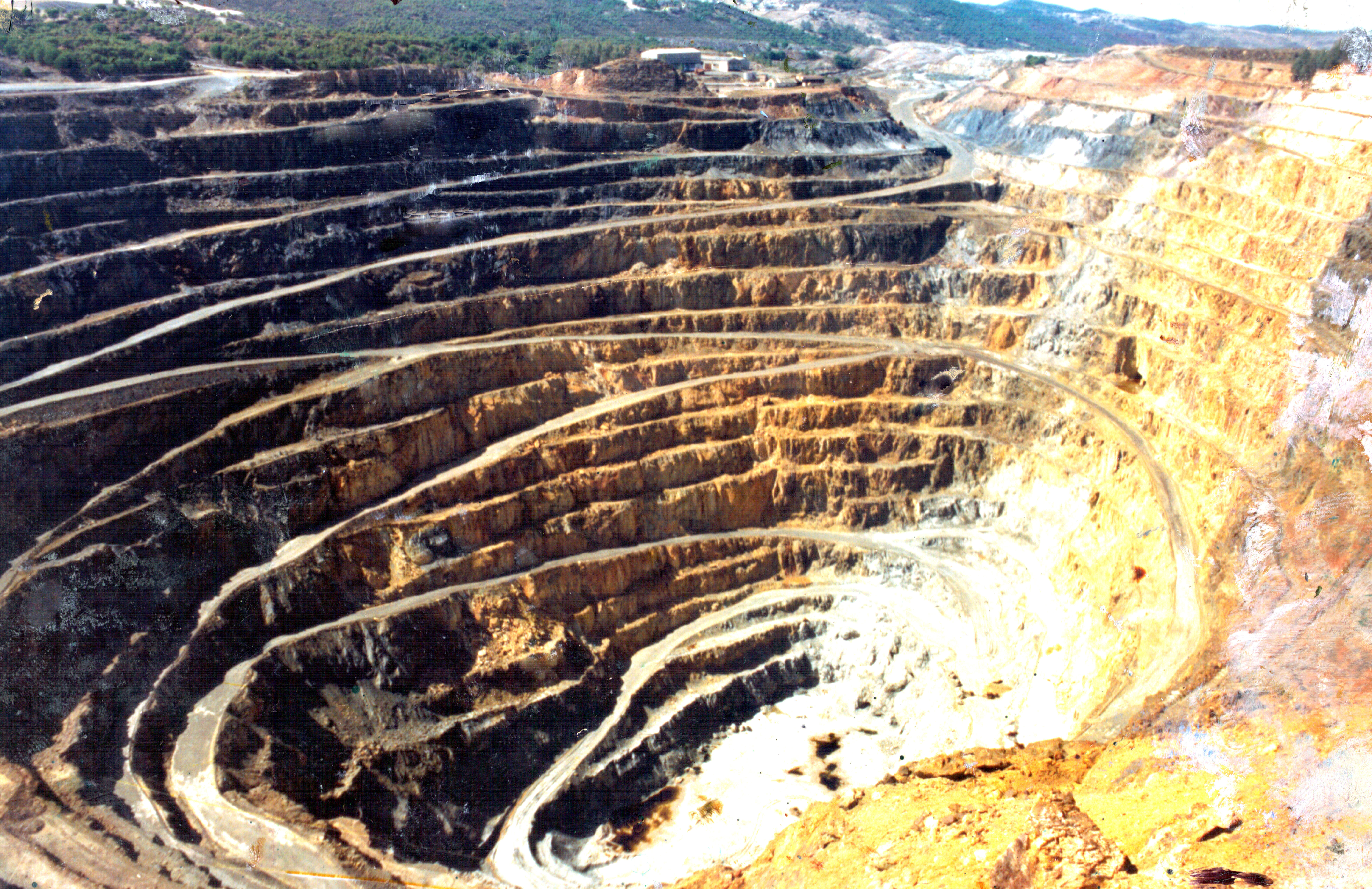
Vista de Corta Atalaya, c. 1980.

Durante la década de 1980 los persistentes malos resultados económicos se tradujeron en importantes conflictos laborales y la paralización progresiva de los trabajos en la línea del cobre. En estos años llegaron a tener lugar numerosas movilizaciones obreras y dos huelgas generales (1978 y 1986). Hasta la década de 1990 la empresa Río Tinto Minera (RTM) fue la que mantuvo la principal actividad en la cuenca, aunque la crisis del sector acabaría llevando al cierre de la mayor parte de las instalaciones de la zona. Como parte de esta situación, en 1984 se decidió cerrar al servicio el ferrocarril de Riotinto; a partir de entonces el transporte se realizaría mediante camiones. En 1986 se clausuró el Pozo Alfredo, seguido por el cierre de la Corta Atalaya en 1992. Para entonces solo continuaba operativa la extracción del gossan en el Cerro Colorado. Tras un intento fallido de reflotar el negocio por parte de los trabajadores de RTM, en 2001 cesaron las actividades mineras.
De forma paralela a este proceso, durante la década de 1980 se hicieron varias propuestas dirigidas a la conservación del conjunto ambiental y patrimonial existente en la cuenca minera, ante la amenaza de su desaparición. Se planteó el establecimiento de un Parque Minero con fines culturales, turísticos y recreativos, así como la creación de un Museo Minero y la conservación del histórico ferrocarril de Riotinto. La principal labor en este sentido ha sido desarrollada por la Fundación Río Tinto, institución que ha contribuido a la recuperación de numeroso patrimonio industrial y al establecimiento del tren turístico minero. En la primera década del siglo XXI hubo varios intentos fallidos de reactivar las minas, coincidiendo con el alza de precios del cobre. No sería hasta 2015 que la empresa chipriota Atalaya Mining reinició los trabajos mineros en Riotinto tras haber obtenido los permisos necesarios por parte de la administración. Desde esa fecha la actividad principal se ha desarrollado en el yacimiento de Cerro Colorado, donde todavía existen importantes reservas de cobre y gossan. La empresa Atalaya Riotinto Minera, filial española de Atalaya Mining, también se ha implicado en la conservación y puesta en valor del patrimonio minero-industrial de carácter histórico.

## Patrimonio industrial
Desde la reactivación de la cuenca minera en el siglo XVIII se han construido diversas instalaciones industriales ligadas a la actividad mineralúrgica. Entre las más antiguas que han permanecido hasta nuestros días se encuentra la Fundición de San Luis, construida en 1832 junto al Filón Sur para acoger los trabajos metalúrgicos. Posteriormente la Rio Tinto Company Limited levantó nuevas instalaciones por la zona, como la Fundición Mina (1879), la Fundición Huerta Romana (1889) o la Fundición Bessemer (1901), así como la Cementación Cerda y la Cementación Planes para desarrollar las labores de obtención de cobre por vía húmeda. Más adelante todos los procesos hidrometalúrgicos se concentrarían en la zona de Zarandas-Naya a partir de la construcción de la Cementación Naya y, en 1932, de las balsas de sulfato ferroso. También se instaló en Riotinto una fábrica de ácido, que entró en funcionamiento en 1889, seguida por una segunda planta de ácido sulfúrico construida en 1929.

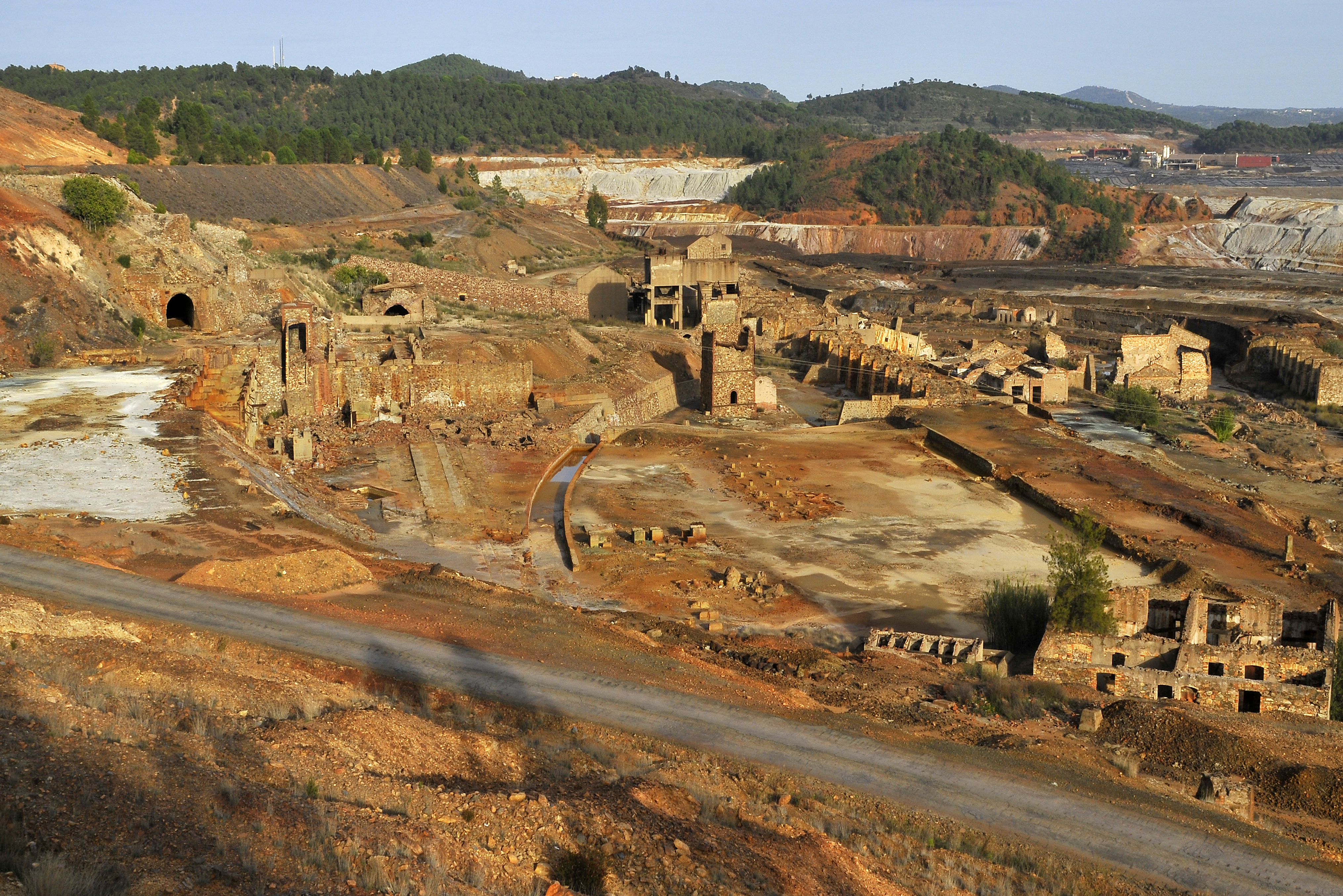
Restos de las instalaciones de la Fundición de Piritas, en 2014.

La expansión de las actividades por toda la cuenca hizo que la RTC dotara de electricidad como fuente de energía a sus instalaciones industriales, las viviendas del personal británico, poblados obreros, etc. En 1907 se construyó una central eléctrica en la zona de Huerta Romana, que estuvo operativa entre 1909 y 1963.
A partir de la década de 1880 en el área de Zarandas-Naya se empezaron a instalar plantas de tratamiento mineral, lo que dio inicio a un proceso de industrialización que alcanzaría su auge a comienzos del siglo XX. A partir de ese momento pasó a ser la zona de procesado del mineral procedente de los diversos yacimientos y filones, y se convirtió de facto en el Polo Industrial de Riotinto. En 1907 comenzó a funcionar la nueva Fundición de Piritas en la zona de Zarandas-Naya, que después sustituyó a la Fundición Bessemer y cuyas instalaciones se mantuvieron en servicio hasta 1970. También se construirían la Cementación Naya y, años más tarde, una planta de trituración en Zarandas para el tratamiento de las piritas procedentes de Corta Atalaya. Desde finales de la década de 1960 la zona industrial de Riotinto entró en declive, en parte por el traslado de algunas plantas al nuevo Polo Químico de Huelva y en parte por el agotamiento de las explotaciones. La excepción a esta dinámica fue la instalación en el Cerro Colorado de una planta industrial para la obtención de oro y plata a través del procesamiento del gossan.
El incremento de las actividades hidrometalúrgicas requirió una mayor necesidad de acceso al agua, un bien que a finales del siglo XIX empezó a escasear en la zona. Ya en 1878 la RTC levantó el Dique Sur junto al poblado de Riotinto y el embalse de Marismilla al sur de Nerva, a los que siguió la construcción del embalse de Campofrío en 1881. La entrada en servicio del pantano de Campofrío resolvió provisionalmente los problemas de escasez y permitió dotar de agua potable a los municipios de la cuenca minera. En la zona de Peña del Hierro, situada aguas arriba del río Tinto, la compañía que explotaba el yacimiento también levantó dos pantanos para uso industrial: Tumbanales I y Tumbanales II. Este hecho y la grave sequía de 1904 contribuyeron a agudizar el problema del abastecimiento, lo que llevaría a que la RTC construyese el embalse del Zumajo entre 1907 y 1908. Así mismo, dentro de la cuenca de Riotinto se habilitaron una serie de complejos para el almacenamiento de los materiales estériles procedentes de las plantas de tratamiento de mineral. Estos fueron la presa de Gossan y la presa de Cobre, situadas ambas al norte de La Dehesa.

## Red ferroviaria

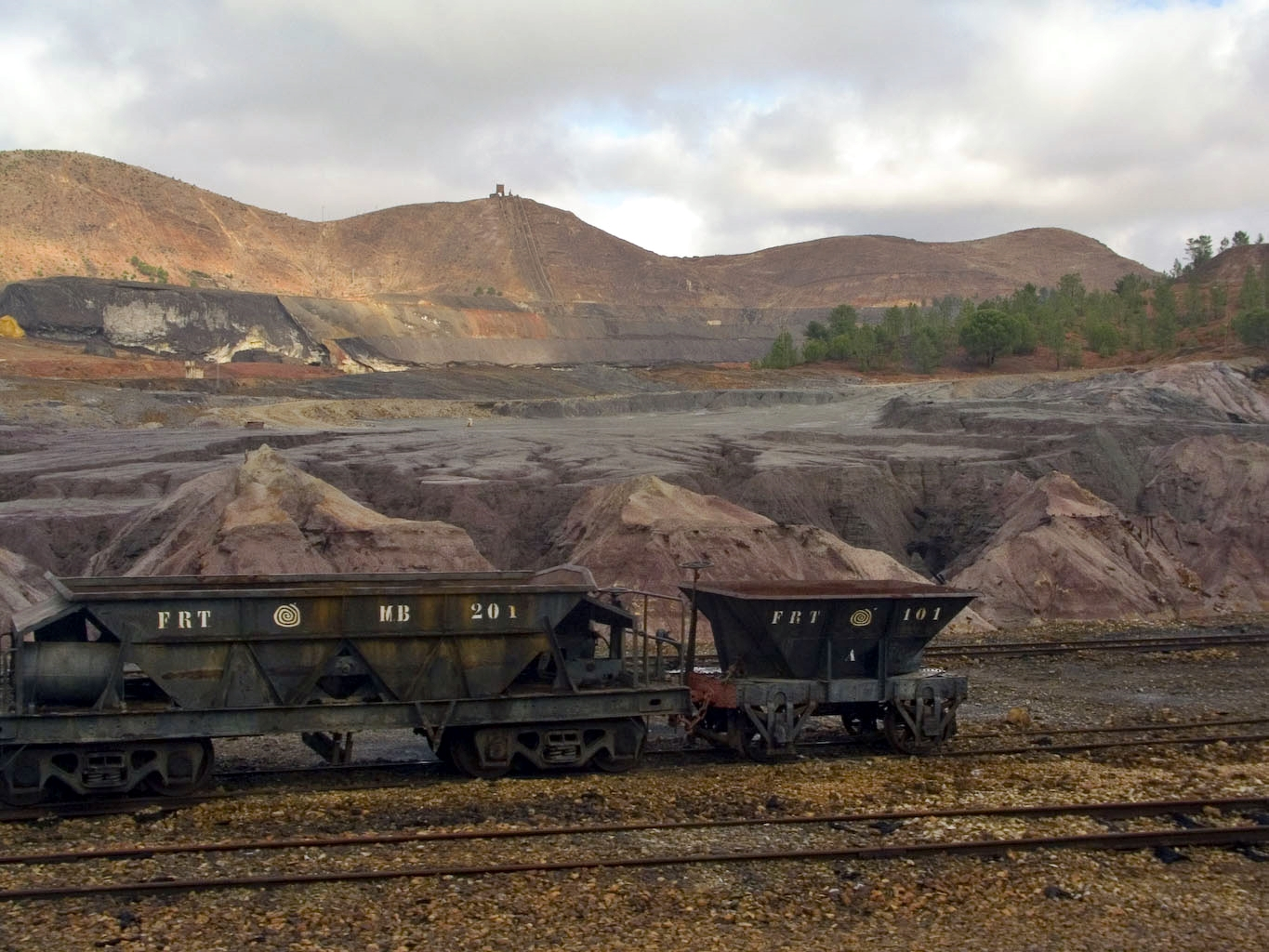
Vista de las antiguas instalaciones de Zarandas-Naya, en 2004.

Entre 1873 y 1875 la RTC construyó el denominado ferrocarril de Riotinto para enlazar las minas con Huelva, en cuyo puerto se levantó un muelle-embarcadero. Con los años dentro de la cuenca se formó una extensa red de vías y ramales que conectaban la vía general con las instalaciones industriales y con los yacimientos, como fue el caso de Filón Norte, Corta Atalaya, etc. Entre otros se construyeron el ramal que enlazaba con la mina de Peña del Hierro (1883), los ramales que llegaban hasta Zalamea la Real y Nerva (1904) o la conexión subterránea del túnel Naya (1916). También se articularon dos complejos ferroviarios, Río Tinto-Estación y Zarandas-Naya, que disponían de amplias playas de vías para la recepción y clasificación de los trenes mineros. Tanto por el número de kilómetros de vías como por su extenso parque móvil el ferrocarril de Riotinto fue durante mucho tiempo una las líneas férreas más importantes de España.
En la cuenca también llegó a operar el ferrocarril de Peña del Hierro, que estuvo activo entre 1914 y 1954. Este trazado, de 21 kilómetros de longitud, permitía enlazar el yacimiento de Peña del Hierro con la línea férrea de las minas de Cala, facilitando así la salida del mineral hasta un embarcadero del río Guadalquivir.